# Narella grandiflora
Narella grandiflora är en korallart som först beskrevs av Kükenthal 1907.  Narella grandiflora ingår i släktet Narella och familjen Primnoidae. Inga underarter finns listade i Catalogue of Life.